# Franciszek Pichler
Franciszek Pichler (ur. 20 stycznia 1893 w Brzecławiu na Morawach, zm. między 13 a 14 kwietnia 1940 w Katyniu) – kapitan piechoty w stanie spoczynku Wojska Polskiego, kawaler Krzyża Walecznych, ofiara zbrodni katyńskiej.

## Życiorys
Syn Ferdynanda i Janiny z Regiów. Uczestnik I wojny światowej w szeregach armii austro-węgierskiej. 7 lipca 1919 został przyjęty do Wojska Polskiego z byłej armii austro-węgierskiej, z zatwierdzeniem posiadanego stopnia porucznika ze starszeństwem od dnia 1 listopada 1917 i przydzielony do Szkoły Karabinów Maszynowych DOG „Kraków”. 26 sierpnia 1919 w związku z rozwiązaniem Szkoły Karabinów Maszynowych DOG „Kraków” został przeniesiony do 12 pułku piechoty. W październiku 1920 został przeniesiony z 10 pułku piechoty do dyspozycji 12 Dywizji Piechoty. 25 listopada 1920 został zatwierdzony w stopniu porucznika piechoty. W 1922, 1923 i 1924 służył w 51 pułku piechoty. 8 czerwca 1922 awansował do stopnia kapitana ze starszeństwem z dniem 1 czerwca 1919. Od 1930 w Korpusie Ochrony Pogranicza jako kwatermistrz. Kwalifikacje podnosił w ośrodkach wyszkolenia przy DOG „Lwów” i w Rembertowie. W 1932 został zwolniony z zajmowanych stanowisk i pozostawiony bez przynależności służbowej z jednoczesnym oddaniem do dyspozycji dowódcy Korpusu Ochrony Pogranicza. Z dniem 30 kwietnia 1933 został przeniesiony w stan spoczynku. Należał do kadry Okręgu Korpusu Nr V, podlegał pod PKU Bielsko, był przewidziany „do użycia w czasie wojny”. Do 1939 mieszkał w Drogomyślu.
W 1939 zmobilizowany. Po agresji ZSRR na Polskę 17 września 1939 został wzięty do niewoli. Początkowo był jeńcem obozu w Putywlu, w listopadzie 1939 został przekazany do obozu w Kozielsku. Według stanu ze stycznia 1940 był jeńcem obozu w Kozielsku. Między 11 a 12 kwietnia 1940 przekazany do dyspozycji naczelnika smoleńskiego obwodu NKWD – lista wywózkowa 022/3 poz 50, nr akt 4304 z 9.04.1940. Został zamordowany między 13 a 14 kwietnia 1940 przez NKWD w lesie katyńskim. Podczas ekshumacji prowadzonej przez Niemców w 1943 wpis w księdze czynności pod datą 06.05.1943 jego nazwisko zostało błędnie zapisane jako Bichler. Figuruje liście AM-199-1213 i Komisji Technicznej PCK GARF-40-01213 – jako nierozpoznany kapitan. Przy szczątkach w mundurze kapitana znaleziono list w języku niemieckim z adresem Pichler Franciszek z zapisanymi słowami „Kochana Mamo...” oraz inne zapisane kartki. Akta osobowe Pichlera na dzień 10 lipca 1940 zostały przekazane z Zarządu NKWD ZSRR do spraw Jeńców Wojennych (UPW) do 1 Wydziału Specjalnego NKWD ZSRR. Jest wymieniony na liście osób, których poszukiwało poselstwo niemieckie celem przekazania ich III Rzeszy.
W Archiwum Robla znajduje się: kalendarzyk znaleziony przy zwłokach mjr. Stefana Pieńkowskiego w którym Pichler został wymieniony (bez imienia) jako kapitan ze Śląska Cieszyńskiego na niedatowanej liście XI oddziału obozu putywlskiego oraz w spisie adresów z imieniem Fryc i adresem „Drohomyśl – Śląsk Cieszyński” (pakiet  0988-20, 22); jest także wspomniany w notatniku pod datą 7 stycznia 1940, znalezionym przy por. rez. Pawle Brusie (pakiet 0765-18).
Krewni do 1957 poszukiwali informacji przez Biuro Informacji i Badań Polskiego Czerwonego Krzyża w Warszawie.

## Upamiętnienie
- Minister obrony narodowej Aleksander Szczygło decyzją Nr 439/MON z 5 października 2007 awansował go pośmiertnie na stopnień majora. Awans zostały ogłoszone 9 listopada 2007, w Warszawie, w trakcie uroczystości „Katyń Pamiętamy – Uczcijmy Pamięć Bohaterów”
- Krzyż Kampanii Wrześniowej – zbiorowe, pośmiertne odznaczenie pamiątkowe wszystkich ofiar zbrodni katyńskiej (1 stycznia 1986)
- Tablica z nazwiskiem na pomniku ofiar II wojny światowej w czeskim Cieszynie[20]

## Ordery i Odznaczenia
- Krzyż Walecznych[11]